# Opel 21/45 PS
Der Opel 21/45 PS war ein PKW der Oberklasse, den die Adam Opel KG nur im Jahre 1909 als Nachfolger des Modells 18/30 PS baute.

## Geschichte und Technik
Der 21/45 PS ersetzte den 18/30 PS und wurde dem kleineren und billigeren Modell 16/35 PS zur Seite gestellt.
Der 21/45 PS hatte einen seitengesteuerten Vierzylinder-Blockmotor mit 5322 cm³ Hubraum (Bohrung × Hub = 110 mm × 140 mm), der 45 PS (33 kW) bei 1600/min. leistete. Der Motor war wassergekühlt; für den Kühlwasserumlauf sorgte eine Zentrifugalpumpe. Die Motorleistung wurde über eine Lederkonuskupplung, ein manuelles Vierganggetriebe und eine Kardanwelle an die Hinterachse weitergeleitet. Damit erreichte der Wagen eine Höchstgeschwindigkeit von 80 km/h.
Am Stahlblech-U-Profilrahmen waren die beiden Starrachsen an halbelliptischen Längsblattfedern aufgehängt. Die Betriebsbremse war eine Innenbackenbremse, die auf die Ausgangswelle des Getriebes wirkte. Die Handbremse war  als Trommelbremse an den Hinterrädern ausgeführt.
Der Wagen war als viersitziger Doppelphaeton, als viertürige Pullman-Limousine, als ebensolches Landaulet oder als zweitüriges Coupé erhältlich. Die billigste Variante (Doppelphaeton) kostete 16.000 RM.
Die Fertigung des 21/45 PS wurde Ende 1909 eingestellt. Nachfolger war der erst ab 1912 gebaute, etwas kleinere 18/40 PS.